# Ceddin Deden

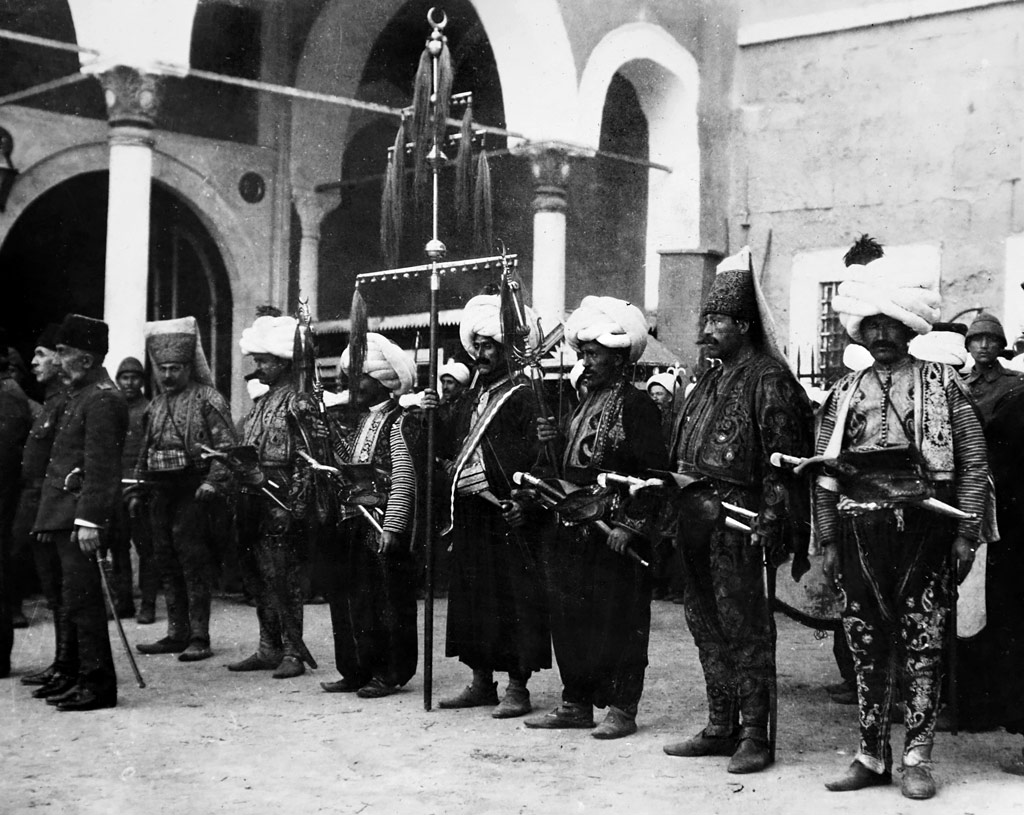
Vojenská kapela Mehter v roce 1917

„Ceddin Deden“ (česky Tvoji předkové) je turecká slavnostní pochodová skladba z roku 1917.

## Vznik skladby
Skladba vznikla v osmanské janičářské vojenské kapele Mehter, nejstarší známé doložené hudební kapele na světě, jejíž původ sahá do 16. století. Ta byla v Osmanské říši v roce 1826 zrušena a v roce 1914 byla z rozhodnutí sultána Mehmeda V. znovu obnovena. Od té doby sídlí v istanbulském chrámu Hagia Eiréné. Toto hudební uskupení mělo samostatný hudební styl, který byl jedním z nejvýznamnějších kulturních aspektů v Osmanské říši, který sloužil i jako vzor pro západní skladatele klasické hudby. V roce 1917 ji pro kapelu na motivy tradiční osmanské hudby zkomponoval turecký hudební skladatel İsmail Hakkı Bey a skladbu zaranžoval vedoucí kapelník janičářů a skladatel Ali Rıza Şengel.

## Užívání
Skladba se po vzniku hrála beze slov, text byl dokončen až později. Stejně jako u jiných osmanských pochodů se hrála jako součást vojenských přehlídek, průvodů s mečem či narozenin a svateb osmanských sultánů. Běžně bylo povoleno hraní pochodu pouze před odpolední modlitbou asr, jednou ze součástí salátu. První doložené užití skladby bylo při státní návštěvě německého císaře Viléma II. v Istanbulu v roce 1917. Skladba je dnes jednou z nejznámějších tureckých pochodů a skupina Mehter ji využívá při svých vystoupeních všude ve světě. Při vojenských přehlídkách ji užívají i ozbrojené síly Turecka.

## Text
| Slova Ceddin deden, neslin baban, Ceddin deden, neslin baban, En kahraman Türk milleti. Orduların, pek çok zaman, Vermiştiler dünyaya şan. Orduların, pek çok zaman, Vermiştiler dünyaya şan. Türk milleti, Türk milleti, Aşk ile sev milliyeti. Kahret vatan düşmanını, Çeksin o mel'un zilleti. Kahret vatan düşmanını, Çeksin o mel'un zilleti. | Překlad Tvoji předkové jsou dědové a otcové tvého pokolení, tvoji předkové jsou dědové a otcové tvého pokolení, ten nejstatečnější turecký národ. Turecký národe, byl jsi vždy nejstatečnějším, tvé armády tě častokrát proslavili v celém světě. Turecký národe, byl jsi vždy nejstatečnějším, tvé armády tě častokrát proslavili v celém světě. Turecký národe, turecký národe, turecký národe, turecký národe, vášnivě miluj svůj lid. Znič své prokleté nepřátele a nech je trpět v nemilosti. Znič své prokleté nepřátele a nech je trpět v nemilosti. |